# Кульчицький Сергій Петрович

Генерал-майор Кульчицький в польовому обмундированні під час Антитерористичної операції за тиждень до смерті

Сергі́й Петро́вич Кульчи́цький (17 грудня 1963, Веймар, Східна Німеччина — 29 травня 2014, Слов'янськ, Україна) — український військовослужбовець, генерал-майор, начальник управління бойової та спеціальної підготовки Головного управління Національної гвардії України. Герой України.

## Життєпис
Народився 17 грудня 1963 року в місті Веймарі, нині Німеччина (тоді Німецька Демократична Республіка), де на той час в Групі радянських військ у Німеччині проходив службу його батько, Петро Іванович, офіцер Збройних Сил СРСР, виходець із села Чорнокінці Чортківського району Тернопільської області. 1967 року батька перевели до Далекосхідного військового округу, тож дитинство Сергія та його молодшого брата Ігоря пройшло у військових містечках різних гарнізонів. З дитинства Сергій Кульчицький мріяв стати офіцером, як батько (він пішов у відставку у званні майора, помер 2003 року у 79-річному віці).
1979 року, після закінчення 8-го класу Сергій Кульчицький без відома батьків подав документи в Уссурійське суворовське військове училище, закінчивши його у 1981 році. 1985-го у званні лейтенанта закінчив з відзнакою Далекосхідне вище загальновійськове командне училище, де навчався у підрозділі, що готував офіцерів морської піхоти, весь період навчання був старшиною курсу. Для проходження служби скерований за Полярне коло в селище Печенга-І Мурманської області. Коли Сергій досягнув випускного, четвертого курсу, до Далекосхідного ЗВКУ вступив в його брат (капітан Ігор Петрович Кульчицький передчасно помер від серцевого нападу у 30-річному віці, коли проходив військову службу на Дніпропетровщині)[джерело?].
Перш ніж розпочати офіцерську службу, одружився з Надією Богданівною Дребіт, з якою він познайомився трьома роками раніше в Чорнокінцях на Тернопільщині.
Молодий лейтенант Кульчицький мав І розряд з бігу та лижних гонок, І розряд з подоланням смуги перешкод і гирьового спорту. В рукопашному бою переважав одночасно двох-трьох супротивників.

### Кар'єра
1985 року закінчив училище з відзнакою[джерело?] та розпочав службу командиром десантно-штурмового взводу 876-го окремого десантно-штурмового батальйону 61-ї окремої бригади морської піхоти Північного флоту ВМФ СРСР. З 1989 по 1991 обіймав посаду заступника командира з тилу — начальника тилу, з 1991 по 1992 — начальника штабу — заступника командира 876-го ОДШБ 61-ї бригади морської піхоти.
Після розпаду СРСР 1992 року капітан Кульчицький переїхав до України в м. Тернопіль, де розпочав службу у Національній гвардії України, з січня 2000 року — Внутрішні війська МВС України.
- 1992—1993 — заступник з бойової та спеціальної підготовки командира військової частини 1441 Національної гвардії України, м. Тернопіль.
- 1993—1994 — заступник командира зі служби — начальник штабу військової частини 1441 Національної гвардії України, м. Тернопіль.
- 1994—1995 — командир 14-го окремого батальйону Національної гвардії України, військова частина 1441, м. Тернопіль.
- 1995 року призначений командиром мотострілецького батальйону 23-ї окремої бригади Національної гвардії України, військова частина 2209, м. Сімферополь.
- 1995—1997 — командир 41-го окремого батальйону морської піхоти 4-ї окремої бригади морської піхоти 7-ї дивізії Національної гвардії України, військова частина 2223, м. Феодосія.
- 1997—1998 — заступник командира з бойової та спеціальної підготовки 24-го полку Національної гвардії України, військова частина 1241, місто Івано-Франківськ.
- 1998—2003 — заступник командира і командир (з 2001) 24-го окремого батальйону 5-ї дивізії Національної гвардії України (з грудня 1999 року — Західного територіального командування внутрішніх військ МВС України), військова частина 1241, м. Івано-Франківськ.
- 2003 року полковник Кульчицький був переведений до органів внутрішніх справ, до 2005-го обіймав посаду заступника начальника штабу — начальника оперативного відділу Управління МВС України в Івано-Франківській області.
- 2005—2010 — командир 2-ї окремої Галицької бригади Західного територіального командування внутрішніх військ МВС України, військова частина 3002, місто Львів.
- 2010—2012 — заступник начальника управління Західного територіального командування внутрішніх військ МВС України.
- З серпня 2012 — начальник управління бойової та спеціальної підготовки Головного управління внутрішніх військ МВС України (з березня 2014 року — Головного управління Національної гвардії України).

2010 року закінчив Національний університет оборони України.
Указом Президента України від 24 серпня 2013 року присвоєно військове звання генерал-майора.
Навесні 2014 року, в умовах початку російської збройної агресії проти України, генерал-майор Кульчицький брав активну особисту участь у створенні першого добровольчого підрозділу, сформованого із активістів Самооборони Євромайдану, — 1-го резервного батальйону Національної гвардії. Разом із підготовленими ним резервістами вирушив у район проведення антитерористичної операції на Схід України. Від першого дня він був разом зі своїми солдатами, жив у наметі, їв солдатську їжу, бувало, сам і готував. Він неодноразово наголошував добровольцям: «Я не хочу бути начальником похоронної команди. Мені не потрібен ваш героїзм, якщо ви будете мертвими. Моє завдання — підготувати вас так, щоб якомога більше з вас залишилося живими…»[джерело?]

### Загибель

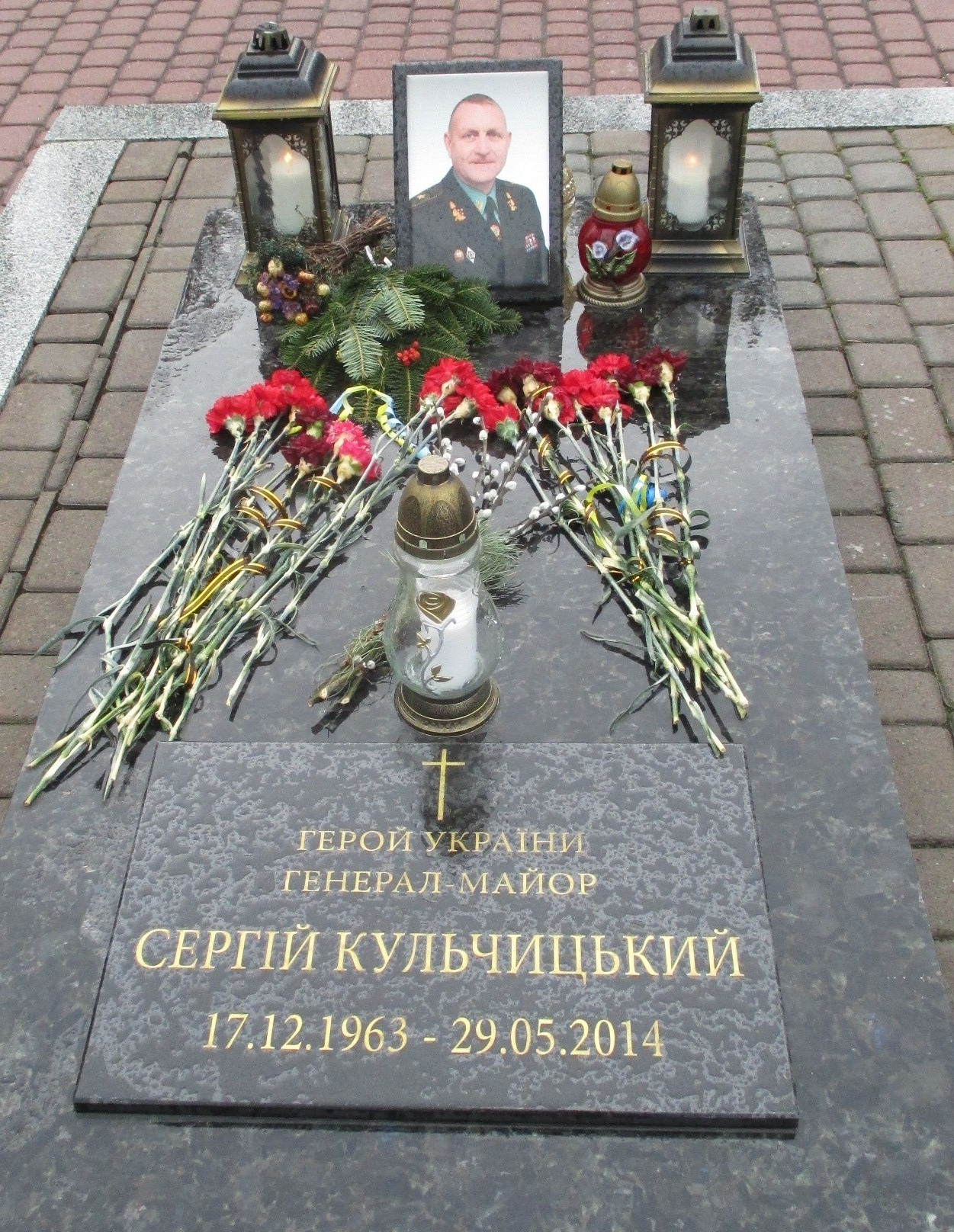
Надгробок Сергія Кульчицького на полі почесних поховань Личаківського цвинтаря у Львові

Загинув 29 травня 2014 року в зоні бойових дій під час антитерористичної операції у місті Слов'янську Донецької області.
29 травня, близько 12:30, поблизу міста Слов'янська, після розвантаження продуктів харчування на 4-й блокпост та проведення ротації особового складу, повертаючись з району гори Карачун, був обстріляний з лісосмуги та підбитий терористами з ПЗРК гелікоптер Мі-8МТ (борт «16») Національної гвардії України, на борту якого був генерал-майор Сергій Кульчицький. Під час падіння вибухнули паливні баки. В результаті події загинуло 12 чоловік: шість військовослужбовців Національної гвардії, включаючи двох членів екіпажу, та шість представників спецпідрозділу МВС України (колишній спецпідрозділ «Беркут»). Старший лейтенант, штурман екіпажу Олександр Макеєнко залишився живим та у тяжкому стані був доправлений до лікарні до Харкова.
Похований 31 травня 2014 року на Полі почесних поховань Личаківського цвинтаря у Львові.
Кульчицький став першим українським генералом, загиблим під час війни на Донбасі.

## Сім'я
Дружина Надія Богданівна і син із сім'єю мешкають у Львові. Невістка — Ірина Кульчицька — заступник командира 3-ї роти 1-го батальйону нової патрульної поліції Львова.

## Відзнаки і нагороди
- Звання Герой України з удостоєнням ордена «Золота Зірка» (20 червня 2014) — за виняткові військові заслуги перед Українською державою, героїзм і самопожертву, виявлені у захисті державного суверенітету України (посмертно)[13][2][14]
- Орден Богдана Хмельницького III ст. (20 серпня 2008) — за вагомий особистий внесок у зміцнення обороноздатності і безпеки Української держави, бездоганне виконання військового і службового обов'язку, високий професіоналізм[15]
- Орден «За мужність» ІІІ ст. (28 травня 1999) — за особисту мужність, виявлену під час ліквідації наслідків повені в Закарпатській області, зразкове виконання службового обов'язку[16]
- Відомчі відзнаки МВС України, у тому числі «За відзнаку в службі» I та II ст., медалі «За сумлінну службу» I ст., «15 років МВС України»
- Медаль «10 років Збройним Силам України»
- Заохочувальна відзнака Головного управління розвідки Міністерства оборони України «15 років воєнної розвідки України»[17]
- Медалі СРСР «За відзнаку у військовій службі», «70 років Збройних Сил СРСР», «За бездоганну службу» III ст.[18]

## Вшанування пам'яті
- Командувач Національної гвардії України генерал-лейтенант Степан Полторак видав наказ, за яким Сергія Петровича Кульчицького було навічно зараховано до списків військової частини 3002[19].
- Батальйону оперативного призначення Національної гвардії України, який генерал Кульчицький почав формувати із бійців Самооборони Майдану, присвоєно почесне найменування — «батальйон імені Героя України генерал-майора Сергія Кульчицького»[20].
- На прохання командування військової частини 3027 Національної гвардії України рішенням Вишгородської міської ради дорозі, яка з'єднує КПП в/ч з вул. Новопромисловою, присвоєно назву «Вулиця імені Героя України, генерал-майора Кульчицького С. П.»
- 15 листопада 2014 року на місці загибелі екіпажу МІ-8 встановили пам'ятний хрест, відслужили поминальну панахиду і вшанували Героїв хвилиною мовчання представники місцевої влади, військовослужбовці та місцеві мешканці.[21]
- У 2014 році Укрпошта до Дня Збройних Сил України випустила художній маркований конверт серії «Героям Слава!», присвячений Герою України генерал-майору Сергію Кульчицькому.[22]
- У 2015 році у місті Дніпро вулицю Маршала Гречка перейменували на вулицю Сергія Кульчицького.
- 29 травня 2015 року у Львові на площі перед військовою частиною 3002 встановлено пам'ятник-погруддя[23].
- 16 березня 2016 року у Києві в Головному управлінні Національної гвардії України встановили погруддя генерал-майорові Сергію Кульчицькому.
- 2016 року у місті Кропивницький вулицю Урицького перейменували на Генерала Кульчицького.
- 20 серпня 2016 у місті Вишгород урочисто відкрили вулицю імені Генерала Кульчицького.[24]
- У 2016 році у Коростені вулицю Фрунзе перейменували на вулицю Генерала Кульчицького.
- 30 листопада 2016 року указом Президента України, ураховуючи особливі заслуги перед Батьківщиною Героя України генерал-майора Сергія Кульчицького та зважаючи на зразкове виконання поставлених завдань особовим складом батальйону оперативного призначення (резервного батальйону) 27 бригади Північного оперативно-територіального об'єднання Національної гвардії України, батальйону було присвоєно ім'я Сергія Кульчицького та постановлено надалі іменувати його — батальйон оперативного призначення (резервний батальйон) імені Героя України генерал-майора Сергія Кульчицького 27 бригади Північного оперативно-територіального об'єднання Національної гвардії України.[25] 1 грудня 2016 року Президент України Петро Порошенко вручив відзнаку батальйону командиру підрозділу полковнику Віктору Толочко[26].
- 17 березня 2016 року у місті Мукачево вулицю Ростовську перейменували на вулицю Сергія Кульчицького.
- 19 серпня 2016 р. рішенням Тернопільської міської ради присвоєно звання «Почесний громадянин міста Тернополя» (посмертно).
- 4 серпня 2019 року в м. Чортків (Тернопільська область) відкрито погруддя С.Кульчицького.
- 26 травня 2019 року у Великочорнокінецькій ЗОШ на Тернопільщині відкрито погруддя
- 12 серпня 2022 року у місті Кременчук вулиця Генерала Карбишева перейменували на вулицю Сергія Кульчицького.
- 27 жовтня 2022 року у місті Київ вулицю Матросова перейменували на вулицю Генерала Кульчицького.[27]
- У місті Яготин вулицю Черняховського перейменували на вулицю Генерала Кульчицького.
- У місті Кривий Ріг вулицю Мировича 26.07.2024 перейменували на вулицю Генерала Кульчицького.